# Dropping (spel)
Een dropping is een spel of een (militaire) oefening waarbij personen geblinddoekt naar een plek worden gebracht, vanwaar zij zelfstandig de weg naar huis of naar het kampterrein moeten vinden. Een variant is die, waarbij zowel de startplek als de eindplek van de dropping van tevoren onbekend zijn. In dat geval wordt de deelnemers eerst de eindplek getoond.
Een dropping kan ook een spel zijn bij een jeugdvereniging, bijvoorbeeld een scoutinggroep. De deelnemers worden in groepen verdeeld, vervolgens worden ze geblinddoekt naar de startplek gebracht en daar gedropt. Vervolgens moeten de groepen aan de hand van aanwijzingen de weg naar huis of naar het kampterrein terugvinden. Die aanwijzingen kunnen op verschillende manieren gegeven worden, bijvoorbeeld:
- Een kaart van de omgeving, al dan niet in combinatie met een kompas
- De coördinaten van het eindpunt
- Een radiopeilontvanger (apparaat waarmee de positie van een radiozender bepaald kan worden)
- Een beschrijving van de te volgen route in woorden, waarin herkenningspunten zoals straatnamen al dan niet achterwege gelaten zijn

Een dropping in het donker is spectaculairder dan een dropping overdag. Hierbij kunnen wegen met verlichting achterwege worden gelaten, zodat de route echt pikdonker is en de deelnemers deze alleen met een zaklantaarn kunnen verlichten, wat het vinden van de weg terug flink lastig kan maken. Het is dan wel handig om de omgeving waar de dropping zal plaatsvinden van tevoren overdag te verkennen om het risico van verdwalen te voorkomen. Een andere mogelijkheid is om de dropping te houden in een omgeving die iedereen al goed kent. Het voordeel hiervan is dat de omgeving van de dropping niet van tevoren hoeft te worden verkend, wat een hoop tijd scheelt. De dropping kan dan direct plaatsvinden. Het is wel verstandig om iedereen het telefoonnummer van de organisatie te geven voor als iemand toch verdwaald is geraakt. Diegene kan dan bellen en beschrijven waar hij/zij staat, zodat hij/zij daar opgehaald kan worden.
Het groepje dat er als eerste in slaagt het eindpunt van de dropping te vinden is winnaar van het spel.